# Stephen Sutherland
Stephen Sutherland (født 19. august 1990 i Welwyn Garden City, England) er en australsk amatørbokser, som konkurrerer i vægtklassen fluevægt. Sutherland har ingen større internationale resultater, og fik sin olympiske debut da han repræsenterede Australien ved sommer-OL 2008. Her blev han slået ud i første runde af Walid Cherif fra Tunesien i samme vægtklasse. Han er også oceanisk mester i boksning.